# O Delinquente Delicado
O Delinquente Delicado (em inglês:  The Delicate Delinquent) é um filme estadunidense de comédia dramática de 1957 dirigido por Don McGuire e protagonizado por Jerry Lewis em seu primeiro longa-metragem solo (sem Dean Martin).

## Sinopse
Sidney L. Pythias (Jerry Lewis) é um jovem que trabalha como zelador e é confundido como membro de uma gangue constituída por delinqüentes juvenis, sendo preso por ordem do capitão Riley (Horace McMahon). Seu chefe, Mike Damon (Darren McGavin), um policial honesto, pretende salvá-lo da criminalidade tentando transformá-lo também em um policial. Martha Henshaw (Martha Hyer), uma moça que é a representante da Câmara dos Vereadores e que tem como missão investigar os bairros cheios de criminalidade, considera Sidney uma pessoa muito perigosa. A visão de Martha é muito diferente em relação à visão de Mike, fazendo com que os dois entrem em desacordos sobre qual é a melhor maneira de fazer de Sidney um cidadão "comum".

## Elenco
- Jerry Lewis - Sidney Pythias
- Darrin McGavin - Mike Damon
- Martha Hyer - Martha Henshaw
- Robert Ivers - Monk
- Horace McMahon - Capitão Riley
- Richard Bakalyan - Artie
- Joseph Corey - Harry
- Milton Frome - Sr. Herman
- Jefferson Dudley - Searles (Sr. Crow)
- Rocky Marciano - Rocky Marciano